# Antoni Tàpies

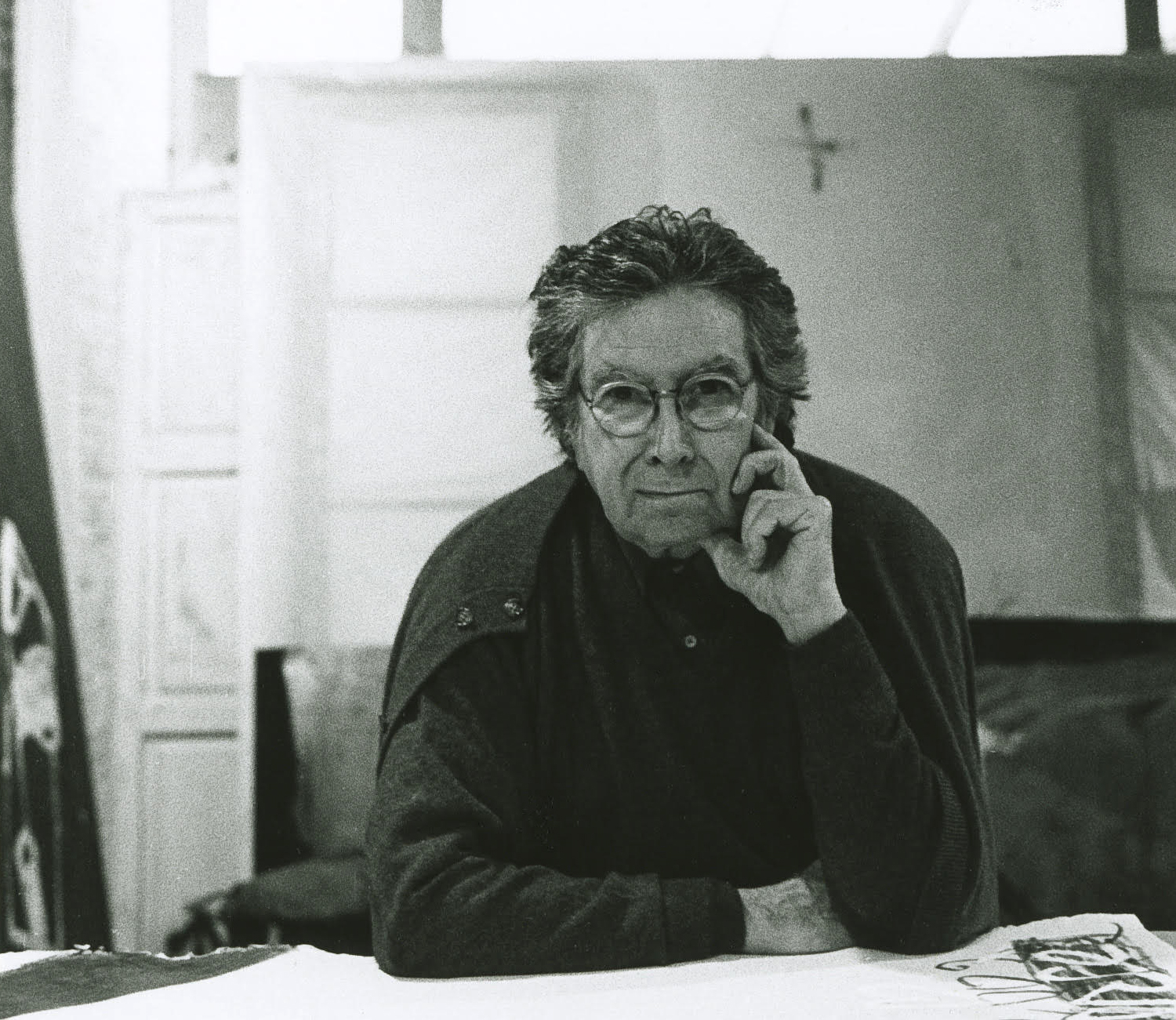
Antoni Tàpies in seinem Atelier (2002)

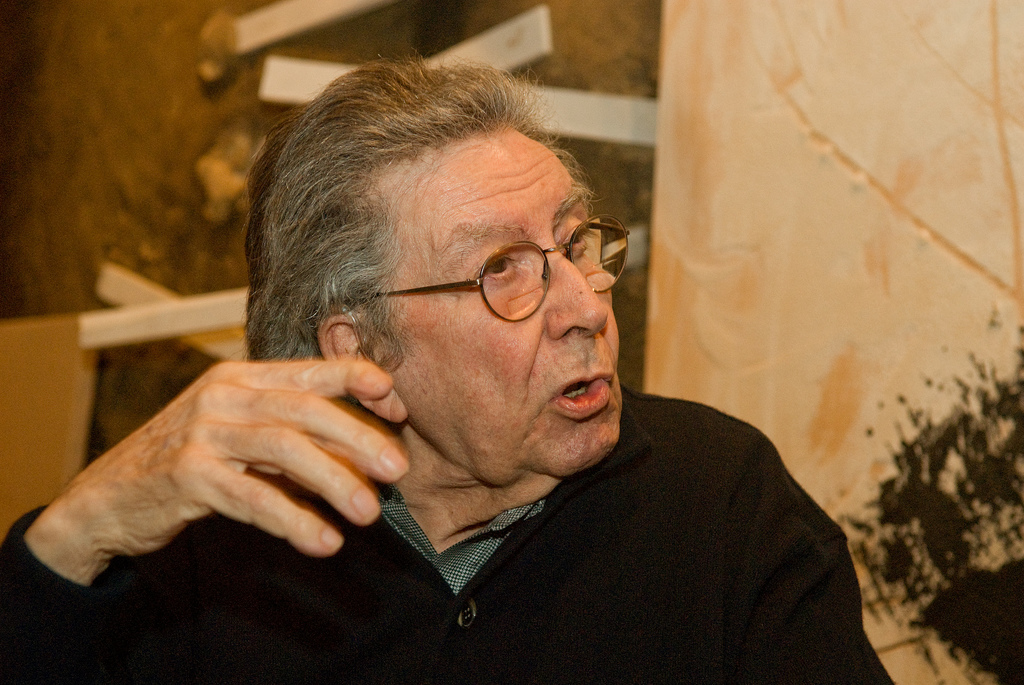
Antoni Tàpies (2008)

Antoni Tàpies i Puig [ənˈtɔni ˈtapjəs] (* 13. Dezember 1923 in Barcelona, Katalonien; † 6. Februar 2012 ebenda) war ein spanischer Maler, Grafiker und Bildhauer. Er galt als der bedeutendste Künstler des Informel seines Landes. Im Jahr 2010 erhielt er den erblichen Adelstitel Marqués de Tàpies.

## Leben und Werk

### Ausbildung
Antoni Tàpies wurde als Sohn des Rechtsanwalts Josep Tàpies i Mestres und dessen Frau Maria Puig i Guerra, Tochter eines Buchhändlers, geboren. Von 1926 bis 1928 besuchte er die Grundschule Colegio de las monjas de Loreto, von 1928 bis 1932 die deutsche Schule Escuela alemana und von 1932 bis 1934 die Escuelas Pias in Barcelona. 1934 kam er auf die Höhere Schule und hatte durch diverse katalanische Publikationen ersten Kontakt mit der zeitgenössischen Kunst, vor allem durch die von Josep Lluís Sert und Joan Prats herausgegebene Weihnachtsausgabe des Magazins D’aci i d’alla, mit Reproduktionen von Pablo Picasso, Georges Braque, Juan Gris, Fernand Léger, Piet Mondrian, Constantin Brâncuși, Wassily Kandinsky, Marcel Duchamp, Hans Arp, Joan Miró und anderen.
Während des Spanischen Bürgerkriegs von 1936 bis 1939 setzte Tàpies seine Studien am Liceo Prático in Barcelona fort und besuchte für einige Monate häufig die Generalitat de Catalunya, wo sein Vater als juristischer Ratgeber arbeitete. Nach einem Unfall 1940 im Alter von 17 Jahren, der eine seelische Krise auslöste, begann er im Selbstunterricht zu zeichnen und zu malen. Das Ende seiner Schulzeit im Jahr 1940, zunächst am Instituto Menéndez y Pelayo und dann erneut an der Escuelas Pias, wurde aufgrund der Nachwirkungen seines Unfalls häufig unterbrochen. Von 1943 bis 1946 absolvierte er ein dreijähriges Jurastudium an der Universitat de Barcelona, das er ohne Abschluss abbrach, und nahm seine schon 1936 aufgenommene malerische Praxis durch Studien an der Acadèmia Valls in Barcelona wieder auf.
Aufgrund einer Lungenerkrankung 1942 verbrachte Tàpies bis 1943 eine längere Rekonvaleszenz in einem Sanatorium in Puig d’Olena. In dieser Zeit zeichnete er viel und übte sich im Kopieren einiger Werke von Vincent van Gogh und Pablo Picasso, begann sich für die Geschichte der Philosophie zu interessieren, las Thomas Mann, Friedrich Nietzsche, Oswald Spengler, Henrik Ibsen, Stendhal, Marcel Proust und André Gide sowie Arthur Schopenhauer und Miguel de Unamuno und setzte sich vor allem mit dem Existentialismus Jean-Paul Sartres auseinander, dessen Satz, „daß der Mensch als solcher nicht geboren wird, sondern erst ‚wird‘“, zu einer frühen Weltanschauung für den Künstler wurde.

### Einfluss des Surrealismus und des Informel
Von 1946 an widmete sich der Künstler, in Orientierung an Vincent van Gogh und Pablo Picasso, ganz der Malerei und wandte sich ab dem gleichen Jahr, beeinflusst durch die Werke Mirós, Max Ernsts und von Paul Klee, phasenweise dem Surrealismus zu. 1947 lernte er den katalanischen Dichter Josep Vicenç Foix kennen, mit dem Tàpies sich aufgrund gemeinsamer künstlerischer Interessen in der Folgezeit austauschte. Im gleichen Jahr traf er auf Joan Brossa und Joan Prats und andere Mitglieder der früheren ADLAN (Amics de l’Art Nou), die ihn in seiner künstlerischen Arbeit unterstützten. 1948 gründete er mit anderen Künstlern, darunter Brossa, die Gruppe Dau al Set und unter gleichem Namen eine Kunstzeitschrift. Im selben Jahr beteiligte er sich am „Salón de Octubre“ in seiner Geburtsstadt.
Ein einjähriges Stipendium in Paris brachte ihn 1950 in Kontakt mit der lebhaften Kunstszene der französischen Hauptstadt und damit neue Anregungen, so durch den Marxismus und den sozialen Realismus. Hier begegnete er der informellen Malerei, lernte Jean Dubuffet und dessen Konzept der Art brut kennen und reduzierte seine künstlerischen Mittel auf das ihm Wesentliche. Gleichzeitig erweiterte er sein künstlerisches Spektrum, indem er Alltagsgegenstände in seine Gemälde integrierte, Texturen aus Sand, Farbe und Marmorstaub modellierte. Religiöse Symbole wie auch magische Elemente finden sich ebenfalls in seinem Werk.

### Reisen – Erste Einzelausstellungen
1951 besuchte Tàpies Pablo Picasso in seinem Pariser Atelier in der Rue des Grands Augustins, wo er auf Christian Zervos und Jaime Sabartés traf. Im Frühjahr desselben Jahres reiste er nach Belgien und in die Niederlande. 1955 reiste er erneut nach Paris, um den Dichter und Kritiker Édouard Jaguer und Michel Tapié, der 1956 Tàpies‘ ersten Œuvre-Katalog publizierte, zu treffen und reiste im darauf folgenden Jahr nach Italien, wo er Verona, Padua und Venedig besuchte. In diesem Jahr besuchte er zum ersten Mal die Schweiz. Wieder in Paris traf er 1957 auf Roland Penrose und Lee Miller sowie 1958 im Zuge einer von dem Dichter und Kunstkritiker Jacques Dupin ausgerichteten Einzelausstellung des Künstlers in der Galleria dell’Arieta in Mailand auf ebendiesen, mit dem ihn in der Folgezeit eine lose Freundschaft verband. Des Weiteren traf er auf die Künstler Lucio Fontana und Emilio Scanavino sowie Luigi Nono, Nuria Schönberg, eine Tochter Arnold Schönbergs, Emilio Vedova, Will Grohmann, Alberto Burri und Marcel Duchamp, der Jurymitglied bei der Preisauszeichnung an Tàpies, überreicht vom Carnegie Institute in Pittsburgh im Jahr 1958, war. 1959 reiste Tàpies nach New York City, da er dort eine Einzelausstellung in der Martha Jackson Gallery hatte, und traf die Maler Franz Kline, Willem de Kooning, Robert Motherwell, den Architekten Hans Hoffmann und den Karikaturisten Saul Steinberg.

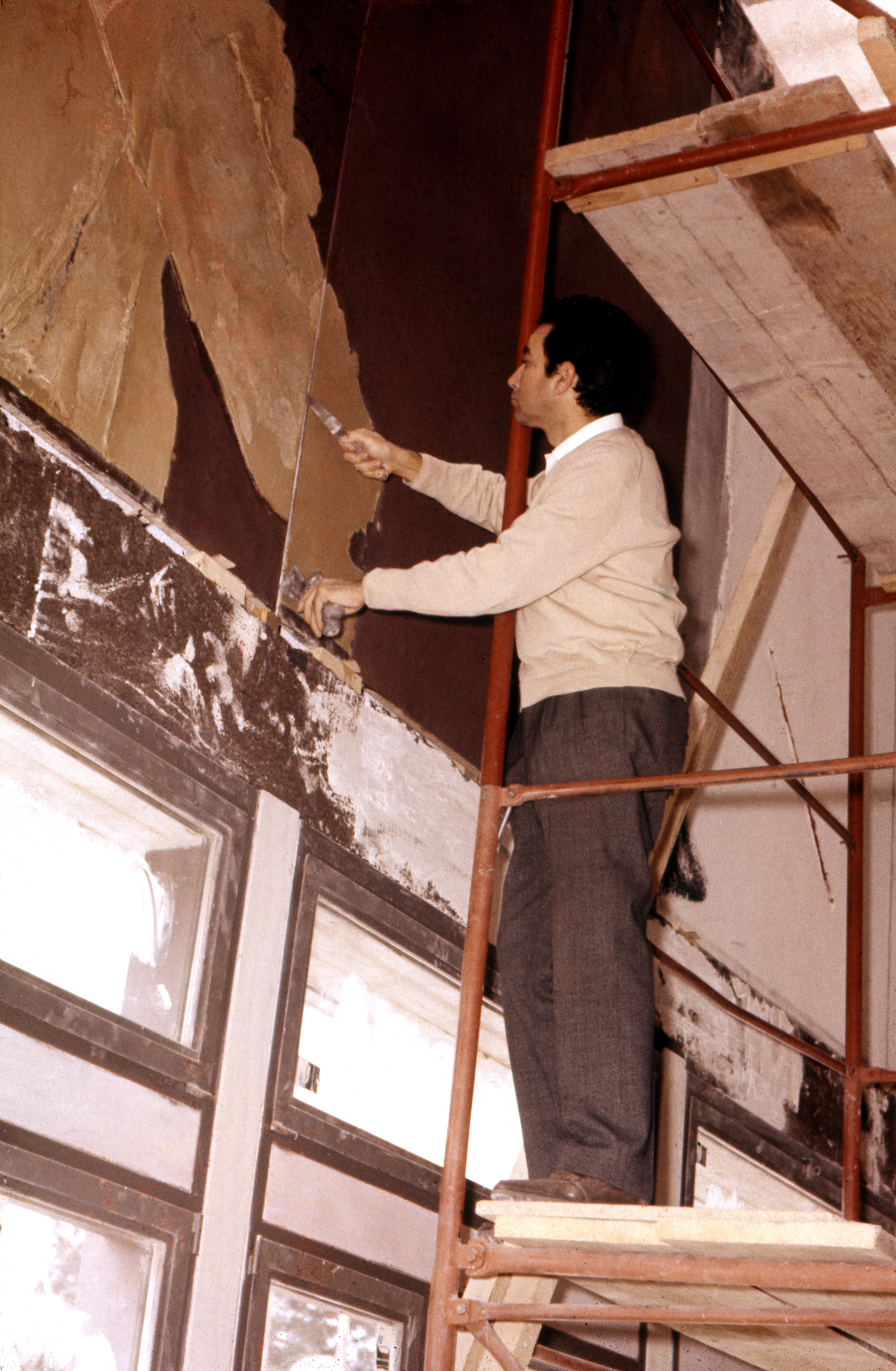
Tàpies bei der Verfertigung eines zweiteiligen Wandbildes in der Hochschule St. Gallen, 1962

1962 wohnte Tàpies dem Friedenskongress in Moskau bei, der sich zur Aufgabe macht, die Ideen des Philosophen und Aktivisten Bertrand Russell fortzuführen. Die Sommermonate verbrachte er in St. Gallen in der Schweiz, wo er eine große Anzahl größerer Wandgemälde für die neue Universität der Stadt malte. Mit Joan Brossa veröffentlichte er 1963 El pa a la banca, ein Sammlerbuch, für das er vierundzwanzig Lithographiecollagen angefertigt hatte. Mit der Galerie im Erker in St. Gallen, die in diesem Jahr eine Einzelausstellung seiner Werke ausrichtete, sollte eine lange Beziehung folgen. Hier traf er auch des Öfteren mit Eugène Ionesco, Friedrich Dürrenmatt und Hans Hartung sowie anderen zusammen.

### Weitere Ausstellungsbeteiligungen
1965 produzierte Tàpies sechsunddreißig Lithographien für das in Zusammenarbeit mit Brossa entstandene Sammlerbuch Nouvel-la. Er beteiligte sich an den Ausstellungen Collage and Constructions. 4 Internationals: Burri, Nevelson, Tàpies, Van Leyden in der Martha Jacksons Gallery in New York City und der von der Galerie Schmela in Düsseldorf veranstalteten Ausstellung Weiss-Weiss, unter anderem mit Joseph Beuys, Lucio Fontana, Yves Klein, Piero Manzoni, Jean Tinguely und Günther Uecker. 1966 nahm er an einem geheimen Treffen im Kapuzinerkloster in Sarrià, einem Stadtteil Barcelonas, teil, bei dem Studenten und Intellektuelle über die Gründung einer ersten demokratischen Universitätsverbindung seit dem Ende des spanischen Bürgerkriegs diskutierten. Zusammen mit den anderen Teilnehmern wurde Tàpies von der Polizei festgenommen und nach einer mehrtägigen Haft zu einer Geldstrafe verurteilt, die im Jahre 1971 vom obersten spanischen Gerichtshof ratifiziert wurde. 1967 reiste Tàpies nach Paris zur Eröffnung seiner ersten Einzelausstellung in der Galerie Maeght, zu der sich gleichfalls eine enge Beziehung über viele Jahre hinweg aufbauen sollte. Ende des Jahres war er an der Gruppenausstellung Dix ans d’art vivant, die von der Fondation Maeght in Saint-Paul-de-Vence ausgerichtet wurde, beteiligt. 1972 erhielt Antoni Tàpies als 4. Preisträger den Rubenspreis der Stadt Siegen. 2011 ehrte das Museum für Gegenwartskunst Siegen den katalanischen Künstler mit der Ausstellung Antoni Tàpies – Bild, Körper, Pathos (2011).

### Forderung nach unabhängiger Kunst
1969 nahm er öffentlich Partei für eine unabhängige Kunst und schöpferische Freiheit und erzeugte damit auch in Westdeutschland, beispielsweise bei Joseph Beuys, Wirkung. So schrieb und reflektierte er in verschiedenen Publikationen über die Rolle der zeitgenössischen Kunst in der Gesellschaft und polemisierte über bestimmte Aspekte der Kunst und Kultur in Katalonien und dem übrigen Spanien. Insbesondere in den 1970ern war Tàpies auch politisch aktiv und wandte sich 1970 bei einem geheimen Treffen im Benediktinerkloster Santa Maria de Montserrat nahe Barcelona gegen den sogenannten „Burgos-Prozess“, bei dem vom Militärgericht die Opposition des Franco-Regimes in seinem Heimatland abgeurteilt wurde. 1972 ernannte ihn Joan Miró zu einem Mitglied des Gremiums seiner in diesem Jahr gegründeten Fundació Joan Miró. Zusammen mit John Cage und Bob Thompson nahm Tàpies an der in New York City stattfindenden Ausstellung Concept and Content in der Martha Jackson Gallery teil.
Im folgenden Jahr produzierte er eine Serie von Lithographien für das Buch La clau del fauc, das ein Vorwort und ausgewählte Texte von Pere Gimferrer enthält, und beteiligte sich mit weiteren Künstlern an dem Buch L’Émerveillé merveilleuse, einer Hommage an Joan Miró. In der Galerie Maeght, Paris, zeigte er 1974 die Serie Assasins, Lithographien, die durch die politische Situation in Spanien und insbesondere durch die Exekution des katalanischen Anarchisten Salvador Puig Antich motiviert waren, und trug 1975 mit einer Lithographie und einem Poster zu einer Kampagne ziviler juristischer Personen bei, die sich für die Abschaffung der Todesstrafe in Spanien starkmachten. Zudem beteiligte er sich an verschiedenen, von der Opposition des Franco-Regimes organisierten Aktionen zu Gunsten einer Amnestie für politische Gefangene sowie an Aktionen für die endgültige Rückkehr des demokratischen Friedens.

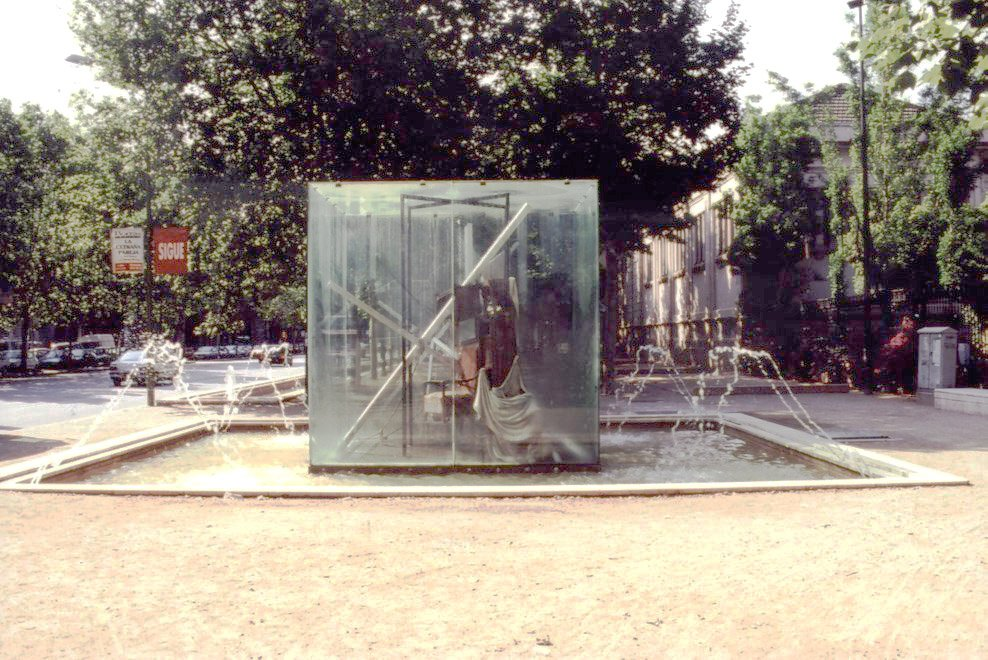
Homenatge a Picasso, 1983, Monument im Parc de la Ciutadella in Barcelona

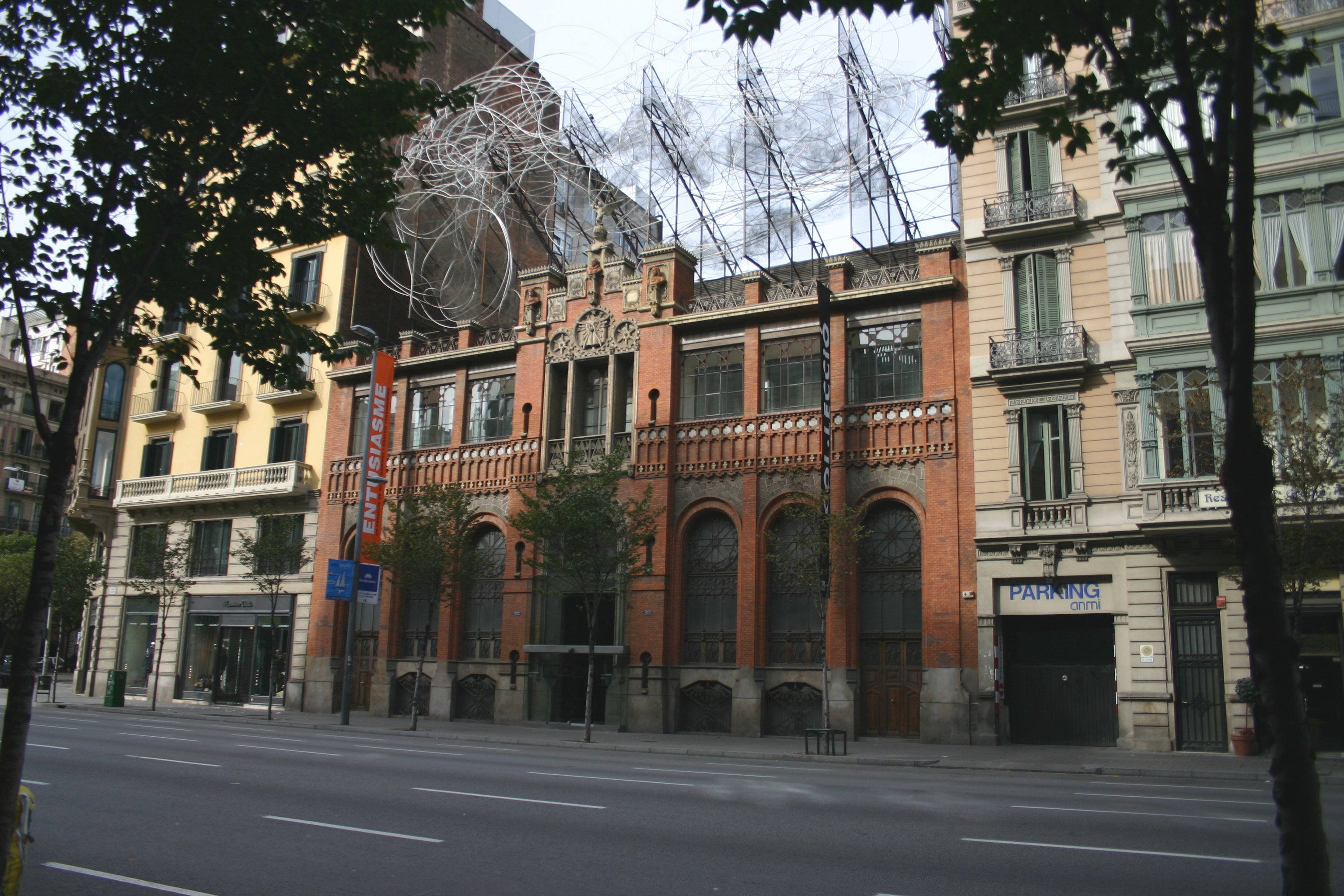
Montaner i Simon, das Gebäude der Tàpies-Stiftung mit seinem Werk Núvol i cadira auf dem Dach

1976 reiste Tàpies nach Saint-Paul-de-Vence, wo er an der Eröffnung seiner Retrospektive in der Fondation Maeght teilnahm, die in der Folge in der Fundació Joan Miró in Barcelona gezeigt wurde. Im Laufe des Jahres 1977 produzierte Tàpies mehrere Plakate für verschiedene kulturelle und städtische Veranstaltungen und beteiligte sich mit Rafael Alberti an dem Sammlerbuch Retornos de lo vivo lejano. Im Jahr darauf reiste er nach New York City, da dort eine Ausstellung seiner Werke in der Martha Jackson Gallery stattfand, und besuchte Robert Motherwell in seinem Haus in Greenwich, Connecticut. Der argentinische Schriftsteller Julio Cortázar verfasste für den Katalog seiner diesjährigen Ausstellung in der Galerie Maeght den Text ‚Graffiti‘. Gemeinsam mit Alexander Mitscherlich wirkte Tàpies an dessen Buch Sinnieren über Schmutz mit und produzierte acht Stiche für Petrificado petrificante, ein Sammlerbuch mit Gedichten von Octavio Paz.
Im Jahr 1981 gestaltete Tàpies in Saint-Paul de Vence mit Unterstützung des deutschen Keramikers Hans Spinner seine ersten Keramikskulpturen und fertigte im Auftrag der Stadt Barcelona die ersten Skizzen für eine monumentale Skulptur zu Ehren Pablo Picassos an. Des Weiteren beteiligte er sich in diesem Jahr an verschiedenen Sammlerbüchern, wie Anular, zusammen mit José-Miguel Ullán; Tàpies répliquer, mit Jean Daive sowie La pierre touant le sense mais, plus tard, le ciel au fond de l’entaille, mit dem französischen Lyriker Yves Bonnefoy.

### Gründung der Fundació Antoni Tàpies
1984 wurde auf Initiative von Antoni Tàpies die Fundació Antoni Tàpies in Barcelona ins Leben gerufen, die 1990 durch die Enthüllung der monumentalen Skulptur Núvol i cadira auf dem Dach des ehemaligen Verlagshauses Montaner i Simón – dem heutigen Sitz der Fundació – für das Publikum eröffnet wurde.

## Rezeption und Kritik
Obwohl Tàpies als einer der großen Künstler des letzten Jahrhunderts und als großes Genie der Abstraktion gewürdigt wurde, sah er sich selber immer als einfachen Amateur und entgegen der Meinung vieler Kunstkritiker nicht als abstrakten Künstler, sondern als Realist, der sein Werk als einen Versuch ansieht, die Wirklichkeit zu begreifen und sie für den Betrachter darzustellen. Lediglich seine surrealistische und dadaistische Phase sah Tapies selbstkritisch, die ihn seiner Spontaneität beraubte.
Der Künstler schuf im Laufe seines Schaffens etwa 8000 signierte Arbeiten. Viele von ihnen erzielten auf Auktionen Preise zwischen 40.000 und 300.000 Euro. Wichtig waren solche Zahlen für Tàpies aber nie. Er fühlte sich zum Zen-Buddhismus und zu den Mystikern hingezogen und beklagte das Chaos der modernen Gesellschaft, in der nur von Geld die Rede sei und in der die spirituelle Nachricht, die der Künstler vermitteln möchte, untergeht.
Die frühe Aufnahme von Tàpies’ Werk gerade in Deutschland ist dem Einsatz von Alfred Schmela, der 1957 die erste Einzelausstellung zeigte, und fünf Jahre später dem von Werner Schmalenbach zu danken. Die Begeisterung für diese Kunst mit ihren schroffen, erdigen und rauen Oberflächen, bei der das Material zum Ausdrucksträger wurde, ist bis heute ungebrochen. Sie sprengt alle tradierten Werte und „sensibilisiert unsere Augen für eine Ästhetik des Zerfalls“.
Aber Tàpies politisierte seine Kunst auch und benutzte sie zur Agitation. Das immer wiederkehrende Motiv der vier roten Streifen der katalanischen Flagge war sein Statement. Das ging so weit, dass er gegen Francos Schauprozesse demonstrierte und dafür kurzzeitig ins Gefängnis ging. Doch seine politischen Ideen verloren nach und nach ihre Radikalität.

## Auszeichnungen und Ehrungen (Auswahl)
- 1958: Erster Preis des Carnegie Institutes, Pittsburgh
- 1972: Rubenspreis der Stadt Siegen
- 1974: Stephan-Lochner-Medaille, Köln
- 1979: Ehrendoktor der Universität der Künste, Berlin
- 1979: Kunstpreis der Stadt Barcelona, Barcelona
- 1981: Doctor honoris causa, Royal College of Art, London
- 1981: Medalla de Ordo de Bellas Artes durch König Juan Carlos I.
- 1982: Wolf-Prize, Jerusalem; gemeinsam mit Marc Chagall
- 1983: Ernennung zum Officier de l’Ordre des Arts et des Lettres
- 1988: Ernennung zum Commandeur de l’Ordre des Arts et des Lettres
- 1988: Ehrendoktor der Universität Barcelona, Barcelona
- 1990: Praemium Imperiale
- 1990: Prinz-von-Asturien-Preis, Oviedo
- 1992: Mitglied der American Academy of Arts and Sciences
- 1994: Auswärtiges Mitglied der Académie des Beaux-Arts
- 2010: Am 9. April des Jahres Erhebung in den Adelsstand durch Juan Carlos I. mit dem erblichen Titel Marqués de Tàpies[15]

## Ausstellungen (Auswahl)
- 1948: Salón de Octubre, Barcelona
- 1952: 26. Biennale von Venedig, Venedig; Carnegie Institute exhibition, Pittsburgh, USA
- 1953: Martha Jackson Gallery, New York; Biennale von São Paulo, São Paulo
- 1954: 27. Biennale von Venedig, Venedig
- 1956: Galerie Stadler, Paris, Frankreich; Whitworth Art Gallery, Manchester, England
- 1957: Galerie Schmela, Düsseldorf
- 1959: documenta II in Kassel
- 1959: Kölnischer Kunstverein, Köln
- 1960: Museum of Modern Art, New York
- 1961: Stedelijk Van Abbe Museum, Eindhoven
- 1962: Kestner-Gesellschaft, Hannover
- 1964: documenta III in Kassel
- 1965: Institute of Contemporary Arts, London
- 1967: Kunstverein Hamburg, Hamburg
- 1967: Kunstmuseum St. Gallen, Sankt-Gallen, Schweiz
- 1968: 4. documenta in Kassel
- 1968: Museum des 20. Jahrhunderts, Wien
- 1973: Musée d’art moderne de la Ville de Paris, Paris
- 1973: Musée Rath, Genf
- 1976: Fondation Maeght, Saint-Paul-de-Vence
- 1977: documenta 6 in Kassel
- 1977: Museum of Contemporary Art, Chicago
- 1980: Museo Español de Arte Contemporáneo, Madrid
- 1983: Fundació Joan Miró, Barcelona
- 1986: Künstlerhaus Wien, Wien
- 1989: Kunstsammlung Nordrhein-Westfalen, Düsseldorf
- 1991: Micovna Pavilion, Prag, Tschechien
- 1993: Biennale di Venezia, Venedig
- 1995/96: Villa Wessel in Iserlohn[16]
- 1996: Niigata City Art Museum, Niigata
- 1997: Centro per l’Arte Contemporanea Luigi Pecci, Prato; Kestnergesellschaft, Hannover
- 2000: Museo Nacional Centro de Arte Reina Sofía, Madrid
- 2005: Essl Museum, Klosterneuburg / Wien – Tàpies – Rainer Porteurs de Secret
- 2011/2012: Retrospektive Bild, Körper, Pathos, Museum für Gegenwartskunst, Siegen. Wanderausstellung: Kunstmuseum Reykjavík (Listasafn Reykjavíkur), Musée d’art moderne de Céret, Céret[17][18]